# Fatma El Mehdi
Fatma El Mehdi (5 de enero de 1967, Udei Chuc, El Aaiún, Sahara español), conocida también como Fatma Mehdi Hassan, es una política y activista saharaui. Desde el 2002 es la secretaría general de la Unión Nacional de Mujeres Saharauis (UNMS) y forma parte del secretariado del Frente Polisario.

## Trayectoria
En 1975, cuando El Mehdi tenía siete años, fue evacuada de El Aaiún, y caminó durante días hasta que llegó a los campamentos de personas refugiadas, donde sigue viviendo.
En noviembre del 2016 ha desarrollado una serie de actividades con motivo de la conmemoración del 70 aniversario de las Naciones Unidas en Washington (Estados Unidos). Es la primera mujer saharaui que asiste a una conferencia de Naciones Unidas sobre los derechos de las mujeres. Participó también en eventos sobre el papel de las Naciones Unidas en el mantenimiento de la paz y sobre los derechos humanos, donde abordó la necesidad de trabajar más por la paz en el Sáhara Occidental y por la protección de los derechos humanos en las zonas ocupadas. También ha servido como presidenta del Comité de las Mujeres y del Consejo de Igualdad económica, social y cultural africana (ECOSOCC, en sus siglas en inglés). El Mehdi ha sido propulsora de la creación de casas de la mujer en los campamentos, con la ayuda de entidades de España.
Reside en los campos de refugiados de Tinduf en Argelia.